# Collège des Jésuites de Munich
 (août 2025).
Si vous disposez d'ouvrages ou d'articles de référence ou si vous connaissez des sites web de qualité traitant du thème abordé ici, merci de compléter l'article en donnant les références utiles à sa vérifiabilité et en les liant à la section « Notes et références ».
L'ancien Collège des Jésuites devenu Académie de Munich (et appelée également Wilhelminum) est un bâtiment datant du XVIe siècle et de style Renaissance sis au centre de la ville de Munich, en Bavière (Allemagne). Lorsque la Compagnie de Jésus fut supprimée (1773) et les Jésuites expulsés les bâtiments furent affectés à d'autres activités. 

## Histoire
Guillaume V de Bavière invita les Jésuites à Munich et leur construisit un bâtiment pour y abriter le nouveau collège. L'église Saint-Michel faisait partie du complexe scolaire.

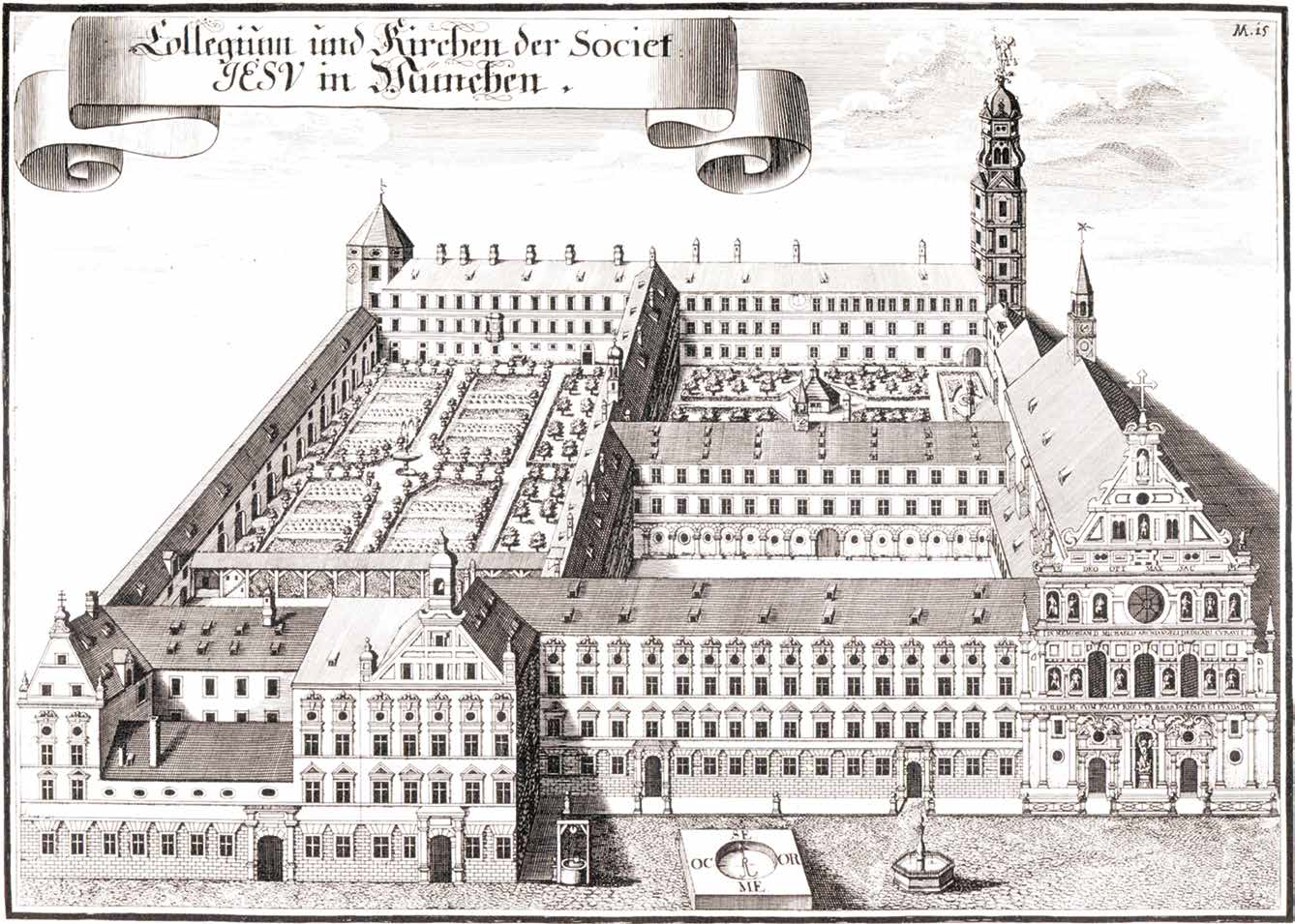
Le collège des Jésuites avec son église Saint-Michel (à droite). Gravure de Michael Wening (v. 1700).

Après la suppression des Jésuites et leur expulsion (1773), le bâtiment fut utilisé comme caserne pour les cadets de l'armée. 
De 1783 à 1826, il abritait la bibliothèque de la Cour et les archives. La même année, l'Académie bavaroise des sciences s'installa également dans le Wilhelminum, qu'elle partagea avec d'autres institutions.
Par la suite s'installa une école de peinture et de sculpture (d'où l'appellation "Académie").  De 1826 à 1840, les locaux furent utilisés par l'université Louis-et-Maximilien de Munich.
Les bâtiments furent gravement endommagés lors des bombardements de la Seconde Guerre mondiale. L'ensemble fut reconstruit après guerre.

## Aujourd'hui
Le Wilhelminum dépend du ministère des Finances de l'État de Bavière. Depuis le printemps 2007, la Bavière se séparerait d'une partie des locaux en les vendant à des sociétés privées. En juin 2007, des articles et rapports furent diffusés dans les médias annonçant que le bâtiment ne devrait pas être vendu, car l'utilisation en serait changée. Cette situation ne laisse pas indifférent et inquiète les Munichois qui restent vigilants.